# Запорізький гідроенергетичний фаховий коледж ЗНУ
Запорізький гідроенергетичний фаховий коледж Запорізького національного університету (ЗГЕФК ЗНУ) — відокремлений струкурний підрозділ Запорізького національного університету, один з найстаріших навчальних закладів Запоріжжя, До 2019 року був структурним підрозділом Запорізької державної інженерної академії.

## Історія
Серед видатних подій XX століття в Україні однією з найбільш примітних, безумовно, була велика епопея зведення Дніпровської ГЕС. Цій акції аплодували люди в багатьох країнах світу. На базі дешевої електроенергії Дніпровської ГЕС почав швидко розвиватися Запорізький індустріальний комплекс, це вимагало підготовки великої кількості фахівців різних галузей промисловості.
Наприкінці травня 1935 року в клубі інженерно-технічних працівників колишні будівельники Дніпровської ГЕС, молоді робітники-електрики, виступаючи на зльоті відмінників системи «Дніпроенерго» звернулися до уряду з проханням про відкриття на базі Дніпровської ГЕС вечірнього технікуму для підготовки фахівців з експлуатації станції. За рішенням Народного Комісаріату важкої промисловості СРСР 1 вересня 1935 року у Запоріжжі на базі Дніпровської ГЕС було відкрито Дніпровський вечірній енергетичний технікум. 46 юнаків та дівчат в приміщенні середньої школи № 23 почали навчання без відриву від виробництва. Першим директором технікуму було призначено інженера Дніпровської ГЕС Петра Черницького.

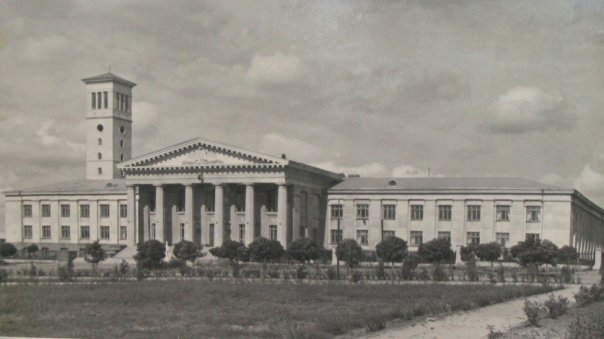
Будівля технікуму (1930-ті роки)

У 1940 році відбувся перший випуск двох груп учнів, які протягом п'яти років поєднували роботу з навчанням. У 1941 році технікум готувався до другого випуску фахівців, але захист дипломних проєктів довелося відкласти — почалася німецько-радянська війна. Пішли на фронт як викладачі, так і учні технікуму.
У березні 1945 року технікум відновив свою діяльність — нині уже як Запорізький гідроенергетичний коледж з денною та заочною формами навчання. Директором призначений А. Б. Бархударов. Саме йому з колективом технікуму та учнями, треба було відродити технікум і взяти участь у відновленні Дніпровської ГЕС. Це були важкі часи. Заняття проводилися в напівзруйнованій будівлі, де жили в довоєнну пору. У приміщенні не було віконних рам, дверей, не працював водопровід, опалення. Гуртожиток розміщувався в напівзруйнованих бараках. У невеликих кімнатах стояли впритул по 18-20 двоярусних ліжок. Було нестерпно холодно і голодно. Деякі не витримували і залишали навчання, але більшість продовжувало вчитися і працювати.
У ті роки технікум жив в одному ритмі з Дніпровською ГЕС. Жоден агрегат не монтувався без активної участі студентів старших курсів і викладачів. У квітні 1948 року колектив «Дніпробуд»у був нагороджений орденом Леніна за відновлення Дніпровської ГЕС, а директор технікуму був нагороджений орденом «Знак Пошани».
Саме в післявоєнні роки здійснювалося формування основних спеціальностей технікуму, три з яких і сьогодні єдині в Україні: «Монтаж гідротехнічних установок» (1950), «Гідротехнічне будівництво» (1947), «Будівельні машини і обладнання» (1951), «Обслуговування засобів гідромеханізації» (1962). Всього за роки існування в технікумі здійснювалась підготовка за 29 спеціальностями.
В Україні 1951—1965 роки були відзначені спорудженням Дніпровського каскаду гідроелектростанцій - Дніпродзержинської, Кременчуцької, Каховської. Тому на базі технікуму відкриваються 8 філій (Київська, Полтавська, Криворізька, Зуєвська, Новокаховська, Зеленодольська, Дніпродзержинська, Старобешівська). Потім ці філії стали самостійними технікумами.
Безумовно, 1950—1960-ті роки були надзвичайно важливими для технікуму. Авторитет навчального закладу був настільки високий, що сюди приїздили вчитися з усіх куточків Радянського Союзу, з Болгарії, Польщі, В'єтнаму, Куби.
Пройшовши через важкі випробування перебудовного періоду 1980—1990-х років, технікум вистояв і успішно розвивається, слідуючи кращим своїм традиціям.

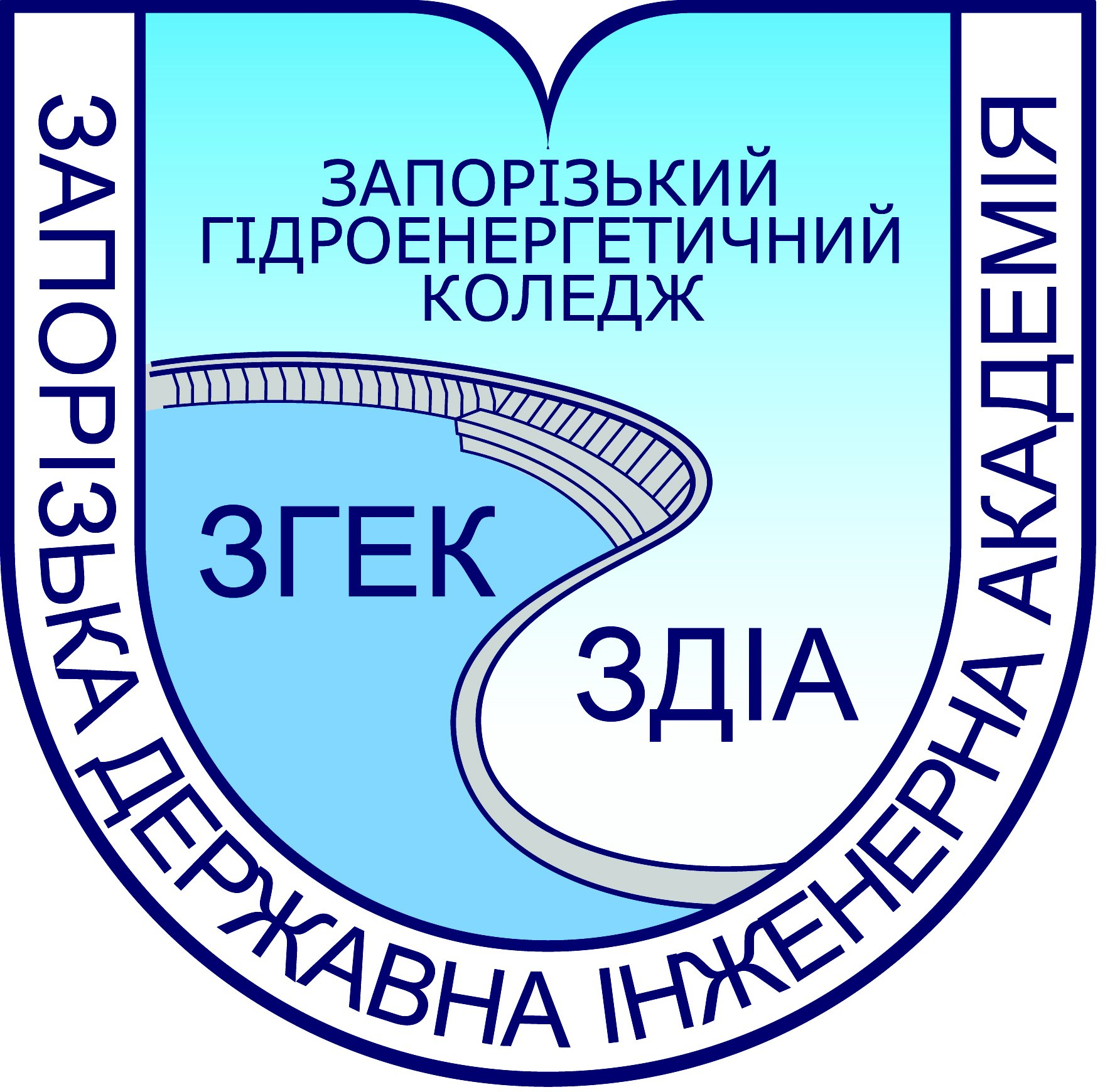
Логотип гідроенергетичного коледжу ЗДІА (до 2019 року)

У 2007 році гідроенергетичному технікуму ЗДІА присвоєно статус коледжу.
З 2019 року коледж невід'ємно пов'язаний із Запорізьким національним університетом, до складу якого він увійшов в якості відокремленого структурного підрозділу.
Нині на денному та заочному відділеннях коледжу навчається понад 1,5 тис. студентів за 11 спеціальностями.

## Спеціальності
- Маркетингова діяльність;
- Фінанси та кредит;
- Оціночна діяльність;
- Інформаційна діяльність підприємства;
- Обслуговування засобів гідромеханізації;
- Експлуатація та ремонт підйомно-транспортних, будівельних, дорожніх машин і обладнання;
- Монтаж і обслуговування теплотехнічного обладнання та систем теплопостачання;
- Монтаж і експлуатація гідроенергетичних установок;
- Будівництво гідроенергетичних споруд;
- Монтаж і обслуговування внутрішніх санітарно-технічних систем і вентиляцій;
- Комп'ютерна обробка текстової, графічної та образної інформації.

За час навчання студенти коледжу поряд з основною можуть отримати другу освіту з отриманням відповідного диплому за спеціальностями:
- Маркетингова діяльність (термін навчання — 2 роки 6 місяців);
- Комп'ютерна обробка інформації (термін навчання — 2 роки 10 місяців).

Підготовка фахівців здійснюється за денною та заочною формами навчання, за держзамовленням та на контрактній основі.
Для абітурієнтів організовані підготовчі курси.

## Інфраструктура

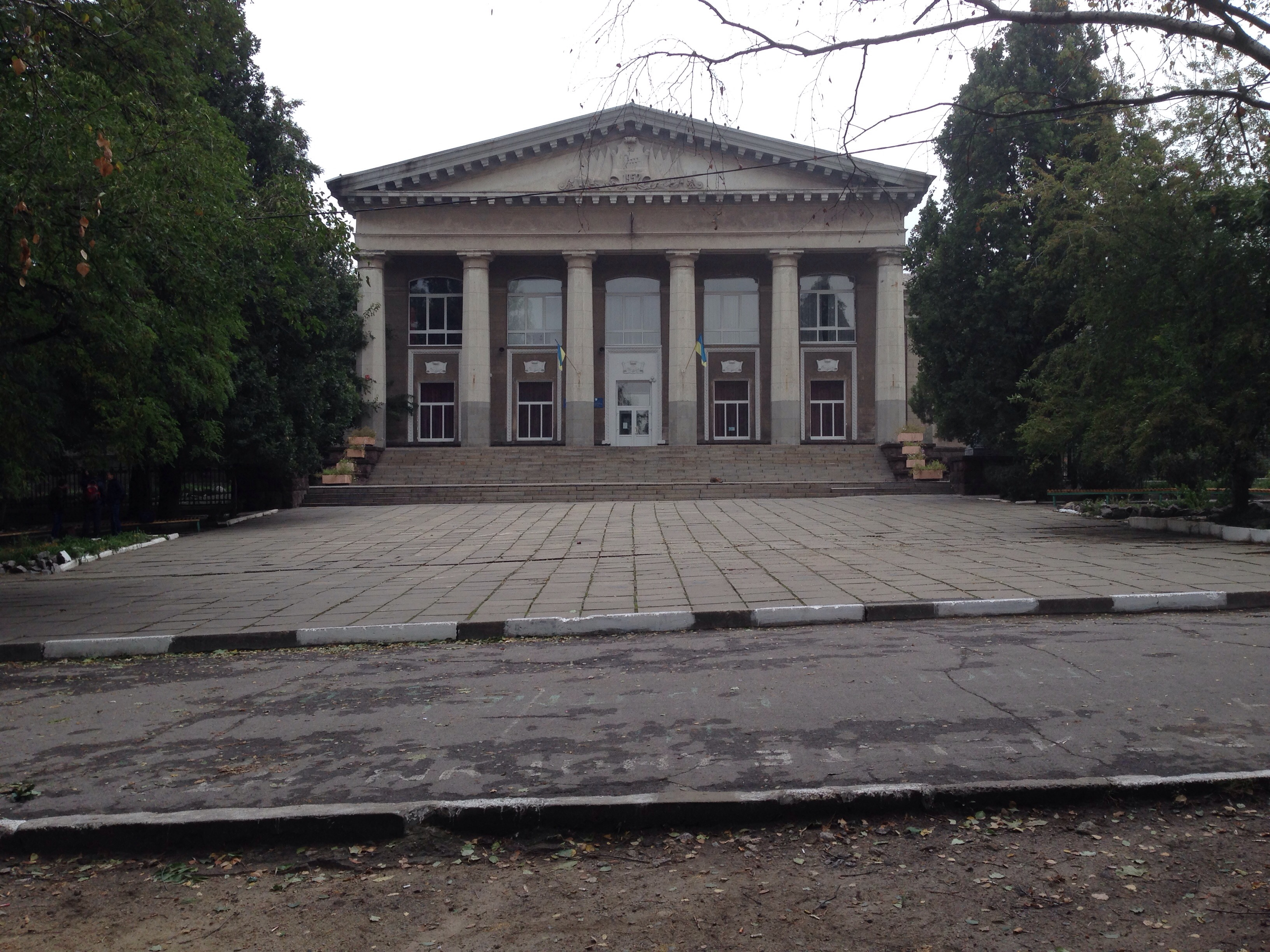
Будівля коледжу

У 1952 році технікум отримав нову будівлю, створену за спеціальним проєктом. У 1995 року цій будівлі надано статус пам'ятки архітектуру. У 1986 році побудовано другий навчальний корпус.
У двох корпусах розміщуються 59 кабінетів, 17 лабораторій, 5 виробничих майстерень, 5 комп'ютерних класів, 4 спортивні зали, бібліотека з читальним залом, великий актовий зал, кафе-їдальня. Для студентів, які потребують житло, є гуртожиток квартирного типу.

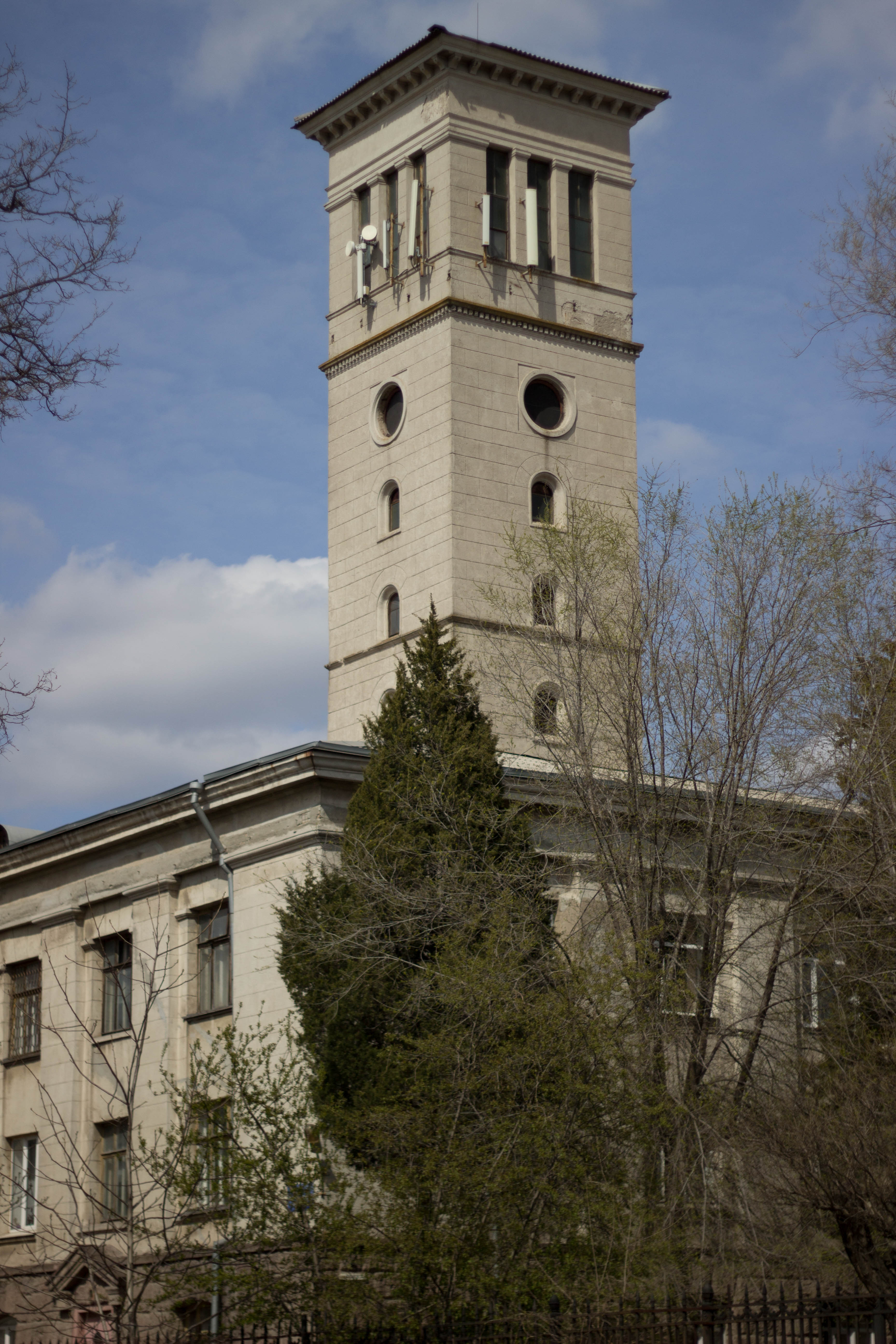
Вежа коледжу

Особлива гордість технікуму — спортивний клуб. За роки існування в ньому було виховано 51 майстра спорту, олімпійська чемпіонка з легкої атлетики.

## Співпраця
Коледж розвиває активну співпрацю з вищими навчальними закладами з усієї України. Серед них чотири академії будівництва та архітектури (у Києві, Харкові, Дніпрі, Рівному). У Запоріжжі:
- Запорізький національний університет,
- Національний університет «Запорізька політехніка»,
- Запорізький інститут економіки та інформаційних технологій
- Класичний приватний університет.

## Відомі випускники
- Карташов Євген Григорович
- Поляк Олександр Володимирович